# Jean-Baptiste Vaquette de Gribeauval
Jean-Baptiste Vaquette de Gribeauval (Amiens, 15 de setembro de 1715 – Paris, 9 de maio de 1789) foi um oficial de artilharia e engenheiro francês que revolucionou o canhão francês ao criar um novo sistema de produção que proporcionava um armamento mais ligeiro e homogéneo se, no entanto, pôr em causa o alcance. O seu sistema sobrepôs-se ao de Vallière. O novo armamento revelou-se essencial nas vitórias militares durante as Guerras Napoleónicas. Gribeauval é considerado como o primeiro defensor da produção das partes constituintes de uma arma de maneira idêntica por forma a que pudessem servir em qualquer arma.

## Biografia
Jean-Baptiste nasceu em Amiens, filho de um magistrado. Ingressou na Real Escola Francesa de Artilharia em 1732 como voluntário, tornando-se oficial em 1735. Durante cerca de 20 anos dedicou-se à carreira militar e a trabalhos científicos e, em 1752, tornou-se capitão de uma companhia de sapadores-mineiros. Em 1755, prestou serviço numa missão militar à Prússia.
Em 1757, no posto de tenente-coronel, fez parte do exército austríaco durante a Guerra dos Sete Anos, onde criou o corpo de sapadores. Liderou as operações de minagem no Cerco de Glatz e defesa de Świdnica. Nesta cidade, testou uma arma de defesa de fortificações, desenhada em 1748, e desenvolvida por Master Carpenter Richter.
Em 1762, enviou um relatório às autoridades parisienses sobre o sistema de artilharia austríaco em comparação com o francês de Vallière.
A Impreatriz da Áustria recompensou-o pelo seu trabalho com o posto de Feldmarschallleutnant e a cruz da Ordem de Maria Teresa. No seu regresso a França, foi nomeado Marechal de Campo; em 1764 Inspector de Artilharia e, em 1765 Tenente-General e Comendador da Ordem de São Luís.

## Sistema Gribeauval

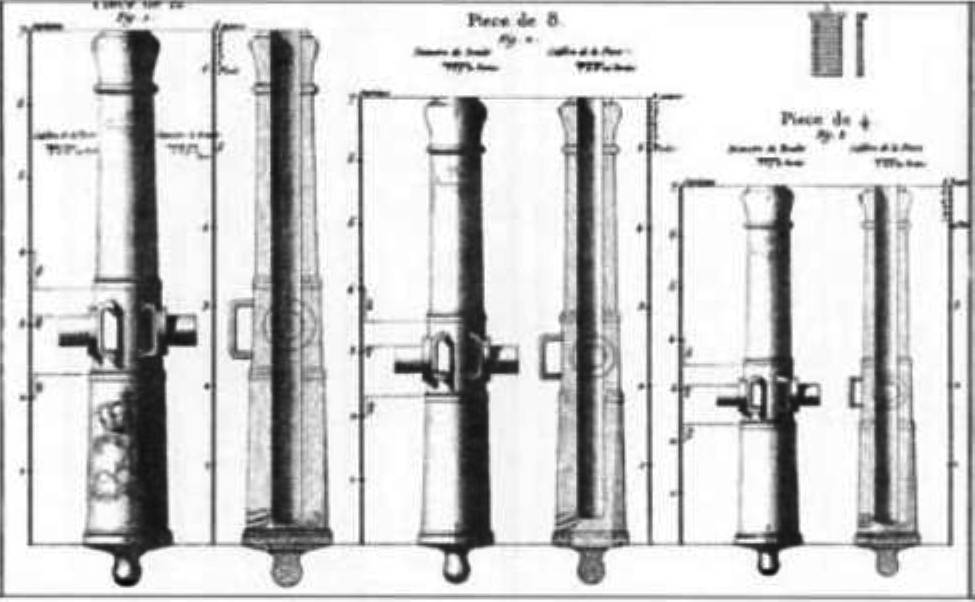
Parte do sistema Gribeauval system: canhões de 12, 8 e 4 libras

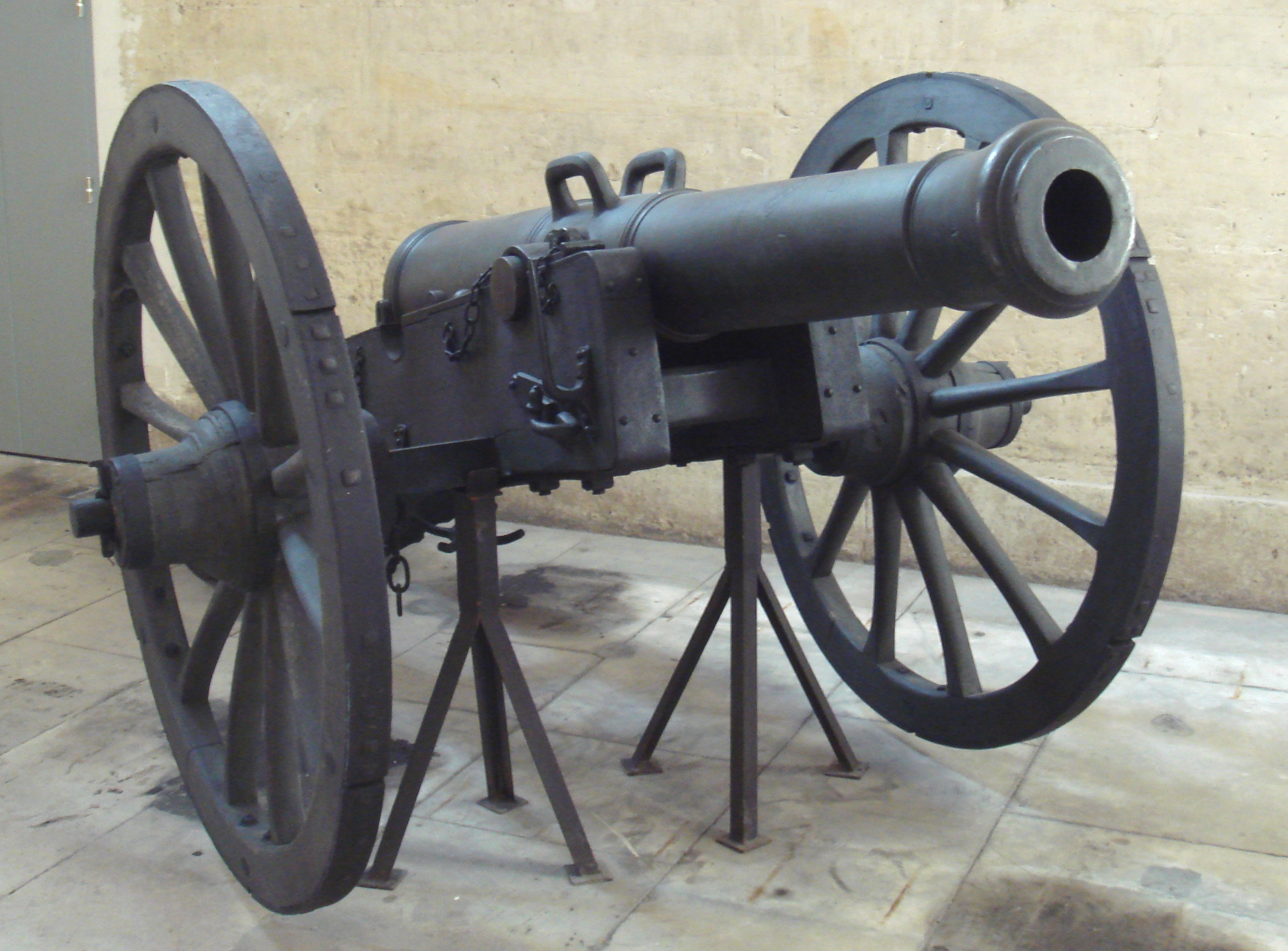
Canhão de 12 Gribeauval, Ano 2 da República (1793-1794).

Durante alguns anos, a imagem de Gribeauval não era das melhores junto da côrte, e só em 1776 se tornaria primeiro-inspector de artilharia. Foi neste ano que recebeu a Grã-Cruz da Ordem de São Luís. Encontrava-se agora preparado para trabalhar nas suas reformas das peças de artilharia, embora não tenha tido sucesso ao introduzir um canhão de campo e o seu sistema continuasse a incluir 25 medidas de rodas. O seu trabalho Table des constructions des principaux attirails de l'artillerie ... de M. de Gribeauval cobre todo o equipamento de artilharia francês em detalhe. Foi, também, responsável pelo regulamento da artilharia francêsa publicado em 1776. Embora muito do trabalho não seja directamente atribuído a Gribeauval, este sistema de organização e uniformidade na artilharia é designado por le système Gribeauval.